# Antonio Nediani
Antonio Nediani (* 1921 in Faenza) ist ein ehemaliger italienischer Schauspieler, Dokumentarfilmer, Dramatiker und Drehbuchautor.

## Leben
Nediani spielte Ende der 1940er und zu Beginn der 1950er Jahre einige Rollen als Schauspieler; dann wandte er sich der Dokumentar- und Fernsehregie zu. 1953 wurde der abendfüllende Dokumentarfilm Gran Comora in italienischen Kinos gezeigt. Als Drehbuchautor wirkte er anschließend für das italienische Fernsehen; zu seinen Arbeiten zählen Il paese delle donne, Il fucile di Papa della Genga und La vedova Fioravanti. 1979 verarbeitete er Giorgio Scerbanencos Quasi due metri zu einem Fernsehfilm. Als Dramatiker verfasste er Werke wie Candina, Estate, Il giono con la notte, Il gelo sue denti oder Il terramoto.
Seine Bibliothek ist Teil der „Biblioteca Teatrale“.

## Filmografie (Auswahl)
- 1949: Bitterer Reis (Riso amaro)
- 1953: Gran Comora

## Werke (Auswahl)
- 2007: Irnerio